# أبو خليل القباني (مسلسل)
أبو خليل القباني مسلسل سوري تاريخي من إخراج إيناس حقي،تأليف: خيري الذهبي يوثق المسلسل سيرة حياة رائد المسرح العربي أحمد أبو خليل القباني (1833- 1903). ويرصد المسلسل مراحل مختلفة من حياته بدءاً من الطفولة، وتجربته المسرحية الأولى في الشام، وحتى نهاية مسيرته الفنية.

## القصة
تبدأ الأحداث منذ ولادته وحبه الكبير للموسيقى والغناء، ثم سفره إلى حلب وبعدها إلى القاهرة لتأسيس نواة المسرح العربي الغنائي.

## طاقم التمثيل
- باسل خياط بدور أبو خليل القباني
- خالد تاجا بدور
- ديمة قندلفت بدور نور الصباح
- جهاد سعد بدور نايف
- عدنان أبو الشامات
- جلال شموط
- نجاح سفكوني بدور (مدحت باشا)
- لورا أبو أسعد
- ضحى الدبس
- ندين تحسين بيك بدور (نعمة)
- صبري فواز
- علاء الزعبي
- وفاء الموصللي
- محمد قنوع
- ناندا محمد
- جابر جوخدار
- خالد القيش
- نزار أبو حجر
- إياد أبو الشامات
- رغد المخلوف بدور يمامة
- رغداء هاشم[1]